# Tababela

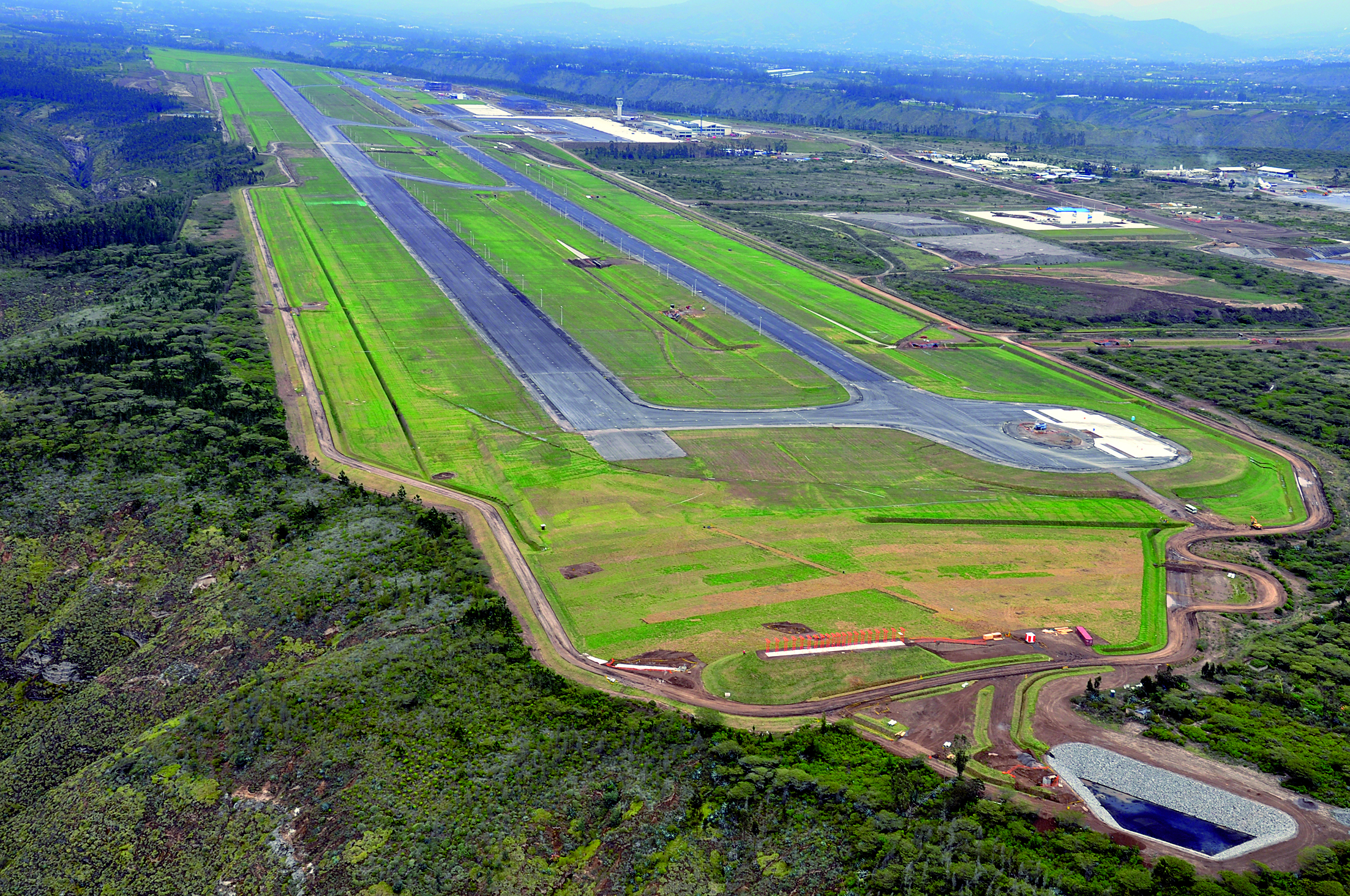
Flughafen Quito

Tababela ist ein östlicher Vorort der ecuadorianischen Hauptstadt Quito und eine Parroquia rural („ländliches Kirchspiel“) im Kanton Quito der Provinz Pichincha. Die Parroquia Tababela gehört zur Verwaltungszone Tumbaco. Das Verwaltungsgebiet besitzt eine Fläche von 25,33 km². Die Einwohnerzahl betrug im Jahr 2010 2823.  

## Lage
Die Parroquia Tababela liegt in den Anden an der östlichen Peripherie des Ballungsraumes von Quito. Das Verwaltungsgebiet besitzt eine Längsausdehnung in NNW-SSO-Richtung von etwa 13 km sowie eine maximale Breite von 3,3 km. Über den Norden des Verwaltungsgebietes erstreckt sich der internationale Flughafen von Quito. Der 2480 m hoch gelegene Hauptort Tababela befindet sich 19 km ostnordöstlich vom Stadtzentrum von Quito an der Fernstraße E35 (Latacunga–Ibarra), welche östlich an Quito vorbei führt.
Die Parroquia Tababela grenzt im Osten an die Parroquia Yaruquí, im äußersten Süden an die Parroquia Pifo, im Westen an die Parroquia Puembo, im Nordwesten an die Parroquia Calderón sowie im äußersten Norden an die Parroquia Guayllabamba.

## Geschichte
Tababela war ursprünglich ein Caserío in der Parroquia Yaruquí.
Am 13. Juni 1952 wurde die Gründung der Parroquia Tababela im Registro Oficial N° 1138 bekannt gemacht und damit wirksam.